# Elecciones presidenciales de Mongolia de 2017
Las elecciones presidenciales tuvieron lugar en Mongolia el 26 de junio de 2017. Por primera vez en la era democrática de Mongolia, ningún candidato recibió la mayoría absoluta de los votos en la primera ronda, lo que obligó a una segunda vuelta entre Khaltmaagiin Battulga y Miyeegombyn Enkhbold a celebrarse el 9 de julio, aunque después se adelantó para el 7 de julio. Sainkhuugiin Ganbaatar se negó a reconocer los resultados después de que perdió en la primera vuelta al terminar con 1.849 votos por detrás de Enkhbold, alegando que 35.000 votos adicionales se habían añadido al total y denunciando fraude electoral.
En la segunda vuelta, Battulga fue elegido con el 50.61% de los votos, marcando su victoria como el tercer gobierno consecutivo del Partido Democrático.

## Sistema electoral
El Presidente de Mongolia se elige por mayoría absoluta. En caso de que ningún candidato obtenga ese resultado en primera vuelta, los 2 primeros candidatos participarán en una segunda vuelta electoral.

## Candidatos
Tres partidos son elegibles para presentar un candidato presidencial: El Partido del Pueblo de Mongolia (PPM), el Partido Democrático (PD) y el Partido Revolucionario del Pueblo de Mongolia. Los candidatos seleccionados son:
- Miyeegombyn Enkhbold, diputado, ex primer ministro (2006-2007), actual presidente del Gran Jural del Estado y líder del PPM.[2]
- Sainkhuugiin Ganbaatar, exdiputado, candidato del PRPM y exmiembro del Partido Laborista Nacional de Mongolia.
- Khaltmaagiin Battulga, exdiputado, candidato del PD.[3]

El PRPM había seleccionado originalmente a Nambaryn Enkhbayar como su candidato en una conferencia del 5 de mayo. Sin embargo, la Comisión Electoral de Mongolia se negó a permitir que Enkhbayar se postulara como candidato, ya que tiene antecedentes penales pendientes y no ha pasado los últimos cinco años en el país, habiendo vivido en el extranjero desde agosto de 2013 hasta octubre de 2014. Como resultado, el partido seleccionó a Sainkhuugiin Ganbaatar como su candidato. El único diputado del partido en el Gran Jural, Oktyabriin Baasankhüü, se opuso a la nominación de Ganbaatar y abandonó el partido.

## Primera vuelta

### Resultado general
Las elecciones se llevaron a cabo el 26 de junio. El candidato del Partido Democrático, Battugla, obtuvo una estrecha mayoría simple con el 38% de los votos. Enkhbold, del Partido del Pueblo de Mongolia, quedó en segundo lugar con el 30.32, superando por solo 1.849 votos a Ganbaatar, que quedó tercero y último con el 30.19%. De este modo, se convocó a una segunda vuelta electoral entre Battugla y Enkhbold, siendo la primera vez que esto ocurría en la historia de Mongolia.
|  | 38.64 % |

|  | 38.10 % |

|  | 30.75 % |

|  | 30.32 % |

|  | 30.61 % |

|  | 30.19 % |

|  | 100.0 % |

|  | 98.59 % |

|  | 1.41 % |

|  | 100.0 % |

|  | 68.27 % |

### Resultado por Aimag
|                                   |                |                 |                 |                   |                   |        |
| K. Battulga PD                    | K. Battulga PD | M. Enkhbold PPM | M. Enkhbold PPM | S. Ganbaatar PRPM | S. Ganbaatar PRPM |        |
| Aymags de Mongolia                |                |                 |                 |                   |                   |        |
| Arhangay                          | 12.398         | 31,47%          | 12.059          | 30,61%            | 14.932            | 37,90% |
| Bayan-Ölgiy                       | 14.218         | 36,68%          | 19.332          | 49,88%            | 5.205             | 13,43% |
| Bayanhongor                       | 23.886         | 60,44%          | 11.497          | 29,09%            | 4.137             | 10,46% |
| Bulgan                            | 8.585          | 32,23%          | 7.782           | 29,22%            | 10.263            | 38,53% |
| Govi-Altay                        | 6.565          | 27,06%          | 9.592           | 39,54%            | 8.101             | 33,39% |
| Dornogovi                         | 9.206          | 32,44%          | 9.535           | 33,60%            | 9.635             | 33,95% |
| Govisümber                        | 2.414          | 34,47%          | 2.031           | 29,00%            | 2.557             | 36,51% |
| Dornod                            | 10.288         | 33,94%          | 8.092           | 26,70%            | 11.924            | 39,34% |
| Dundgovi                          | 5.414          | 27,67%          | 5.142           | 26,28%            | 9.004             | 46,03% |
| Zavhan                            | 12.022         | 38,46%          | 12.505          | 40,61%            | 6.726             | 21,52% |
| Övörhangay                        | 14.624         | 31,50%          | 17.908          | 38,58%            | 13.883            | 29,91% |
| Ömnögovi                          | 8.087          | 30,16%          | 7.238           | 26,99%            | 11.484            | 42,83% |
| Sühbaatar                         | 9.320          | 33,58%          | 10.023          | 36,11%            | 8.411             | 30,30% |
| Selenge                           | 14.844         | 32,28%          | 15.619          | 33,96%            | 15.519            | 33,75% |
| Töv                               | 11.253         | 27,67%          | 16.546          | 40,69%            | 12.855            | 31,62% |
| Uvs                               | 10.355         | 30,67%          | 16.698          | 49,46%            | 6.703             | 19,85% |
| Hovd                              | 10.060         | 29,58%          | 13.724          | 40,35%            | 10.221            | 30,05% |
| Hövsgöl                           | 17.420         | 32,24%          | 18.802          | 34,80%            | 17.804            | 32,95% |
| Hentiy                            | 11.253         | 36,04%          | 7.804           | 24,99%            | 12.162            | 38,95% |
| Darhan-Uul                        | 12.427         | 30,05%          | 12.565          | 30,39%            | 16.351            | 39,54% |
| Orhon                             | 14.771         | 34,28%          | 9.863           | 22,89%            | 18.451            | 42,82% |
| Düüregs (Distritos) de Ulan Bator |                |                 |                 |                   |                   |        |
| Khan-Uul                          | 34.595         | 46,50%          | 21.027          | 28,26%            | 18.761            | 25,22% |
| Baganuur                          | 4.275          | 35,34%          | 4.077           | 33,71%            | 3.742             | 30,94% |
| Bagakhangai                       | 509            | 25,94%          | 1.104           | 56,26%            | 349               | 17,78% |
| Bayanzürkh                        | 67.336         | 45,21%          | 37.911          | 25,45%            | 43.661            | 29,32% |
| Nalaikh                           | 5.542          | 34,28%          | 4.172           | 25,81%            | 6.450             | 39,90% |
| Sükhbaatar                        | 29.407         | 46,50%          | 18.303          | 28,94%            | 15.524            | 24,55% |
| Chingeltei                        | 31.065         | 43,39%          | 17.591          | 24,57%            | 22.923            | 32,02% |
| Bayangol                          | 48.314         | 50,59%          | 25.831          | 27,04%            | 21.350            | 22,35% |
| Songino Khairkhan                 | 63.978         | 38,47%          | 36.286          | 25,86%            | 50.022            | 35,65% |
|                                   |                |                 |                 |                   |                   |        |
| En el extranjero                  | 2.979          | 63,19%          | 995             | 21,10%            | 740               | 15,69% |
|                                   |                |                 |                 |                   |                   |        |
| Total Nacional:                   | 517,478        | 38,10%          | 411.748         | 30,30%            | 409.899           | 30,19% |

## Segunda vuelta

### Campaña y resultado general
Al ser la primera vez que se realizaba una segunda vuelta en la historia del país, se hizo evidente que la ley electoral era imprecisa sobre la duración de la campaña entre ambas vueltas. La falta de una regla clara fue interpretada por la Comisión General de Elecciones (CME) como una interdicción en la campaña política. Habiendo quedado fuera de la segunda ronda por menos de dos mil votos, el candidato del PRPM Ganbaatar llamó a sus partidarios a votar en blanco o impugnar su voto, de modo que el número de votos anulados fuera lo bastante alto como para que ninguno de los dos candidatos obtuviese mayoría absoluta de votos, y se anularan las elecciones. Si bien no fue una campaña para un candidato en sí mismo, esta fue, no obstante, considerada una campaña electoral por la Comisión General, y fue por lo tanto prohibida. En la segunda ronda, se contaron 99.494 votos en blanco, totalizando el 8.23% del total de votos emitidos, sin que se lograra anular la elección por unos pocos miles de votos. Con los votos en blanco oficialmente incluidos, Battulga superó el umbral del 50% por solo 7.333 votos (50.61%).
|  | 55.15 % |

|  | 50.61 % |

|  | 44.85 % |

|  | 41.16 % |

|  | 100.0 % |

|  | 91.77 % |

|  | 8.23 % |

|  | 100.0 % |

|  | 60.67 % |

### Resultado por Aimag
|                                   |                |                 |                 |        |  |  |
| K. Battulga DP                    | K. Battulga DP | M. Enkhbold MPP | M. Enkhbold MPP |        |  |  |
| Aymags de Mongolia                |                |                 |                 |        |  |  |
| Arhangay                          | 16.763         | 47,43%          | 15.559          | 43,91% |  |  |
| Bayan-Ölgiy                       | 16.201         | 42,11%          | 21.306          | 55,38% |  |  |
| Bayanhongor                       | 23.085         | 64,65%          | 11.944          | 33,45% |  |  |
| Bulgan                            | 11.568         | 49,95%          | 9.360           | 40,42% |  |  |
| Govi-Altay                        | 8.334          | 40,51%          | 10.793          | 52,46% |  |  |
| Dornogovi                         | 11.657         | 44,86%          | 12.456          | 47,93% |  |  |
| Govisümber                        | 2.764          | 42,13%          | 3.331           | 50,77% |  |  |
| Dornod                            | 13.535         | 51,52%          | 10.271          | 39,09% |  |  |
| Dundgovi                          | 6.420          | 36,93%          | 8.243           | 47,42% |  |  |
| Zavhan                            | 14.632         | 48,99%          | 13.993          | 46,85% |  |  |
| Övörhangay                        | 20.209         | 48,46%          | 19.001          | 45,57% |  |  |
| Ömnögovi                          | 10.258         | 48,14%          | 8.412           | 39,48% |  |  |
| Sühbaatar                         | 11.628         | 48,51%          | 10.860          | 45,31% |  |  |
| Selenge                           | 18.381         | 44,16%          | 20.032          | 48,12% |  |  |
| Töv                               | 14.562         | 40,22%          | 19.192          | 53,01% |  |  |
| Uvs                               | 12.172         | 39,23%          | 17.367          | 55,97% |  |  |
| Hovd                              | 13.135         | 44,10%          | 14.451          | 48,52% |  |  |
| Hövsgöl                           | 24.135         | 49,20%          | 21.550          | 43,93% |  |  |
| Hentiy                            | 14.452         | 53,75%          | 9.658           | 35,92% |  |  |
| Darhan-Uul                        | 16.496         | 45,54%          | 16.154          | 44,59% |  |  |
| Orhon                             | 20.042         | 53,78%          | 12.452          | 33,41% |  |  |
| Düüregs (Distritos) de Ulan Bator |                |                 |                 |        |  |  |
| Khan Uul                          | 38.047         | 56,19%          | 23.476          | 34,67% |  |  |
| Baganuur                          | 5.193          | 47,71%          | 4.791           | 44,02% |  |  |
| Bagakhangai                       | 682            | 36,73%          | 1.108           | 59,67% |  |  |
| Bayanzürkh                        | 75.765         | 55,11%          | 49.030          | 35,66% |  |  |
| Nalaikh                           | 6.979          | 45,52%          | 7.068           | 46,10% |  |  |
| Sükhbaatar                        | 32.634         | 55,60%          | 20.717          | 35,30% |  |  |
| Chingeltei                        | 34.807         | 54,02%          | 23.382          | 36,29% |  |  |
| Bayangol                          | 51.596         | 58,63%          | 29.102          | 33,07% |  |  |
| Songino Khairkhan                 | 64.272         | 50,87%          | 50.343          | 39,85% |  |  |
|                                   |                |                 |                 |        |  |  |
| En el extranjero                  | 2.030          | 75,86%          | 497             | 18,57% |  |  |
|                                   |                |                 |                 |        |  |  |
| Total                             | 611.226        | 50,61%          | 497.067         | 41,16% |  |  |